# Schipholweg (Haarlem)
De Schipholweg is een weg in de Noord-Hollandse stad Haarlem. De weg maakt onderdeel uit van de provinciale weg 205 (N205).
De weg loopt vanaf het Spaarneplein in een nagenoeg rechte lijn naar de Ringvaart van de Haarlemmermeerpolder. Daar gaat weg door middel van een viaduct verder binnen de gemeente Haarlemmermeer tot aan het Knooppunt Rottepolderplein. De weg is vernoemd naar Luchthaven Schiphol.

## Geschiedenis
De weg is in 1954 geopend, het betrof een weg met een bestrating bestaande uit klinkers te midden van weilanden. Anno 2021 is de weg uitgegroeid tot een van de belangrijkste toegangswegen en beschikt de weg op zijn breedst over acht geasfalteerde rijstroken. De weg verwerkte destijds zo’n 50.000 verkeersbewegingen per etmaal.
Vanaf 2003 ontstonden er plannen om woningen te bouwen aan de zuidzijde van de Schipholweg. Dit plan, dat uit twee deelgebieden bestaat is bekend komen te staan als De Entree van Haarlem. De eerste woningen zijn vanaf 2012 gebouwd en in 2020 werden de laatste woningen uit het eerste deelgebied opgeleverd.
Op 21 december werd het gedeelte van de Schipholweg tussen de Buitenrustbruggen en de Europaweg hernoemd tot Spaarneplein.  Deze naamswijziging is een voorbode van de transformatie van dit gebied. Hier zal de bebouwing aan de noord- en zuidzijde vervangen woorden door nieuwbouw, zal een nieuw busstation worden gerealiseerd en zal de weg beter aansluiten op het sport- en groengebied te zuiden van de weg dat in de plannen het Spaarnepark wordt genoemd.

## Openbaar vervoer
Aan de weg zijn twee bushaltes gelegen. De eerste is de bushalte Schipholweg/Europaweg, deze bushalte ligt vlak na de kruising met de Europaweg. Bij deze bushalte stoppen de buslijnen 80,  255, 346 en 356. Dezelfde bussen stoppen bij de bushalte Burgemeester Reinaldapark even verderop aan de weg. Net ten zuiden van het kruispunt met de Europaweg ligt de bushalte Europaweg/Schipholweg. Bij deze bushalte stoppen de stadslijn 3 en de regiolijn 73. R-netlijn 300 maakt ook gebruik van de weg, maar halveert hier niet. De dichtbijgelegen halte is bushalte Europaweg net ten zuiden van halte Europaweg/Schipholweg.

### Nieuw busstation
De gemeente Haarlem werkt aan plannen om een nieuw vervoersknooppunt te realiseren aan de weg. Dit plan onder de naam Knooppunt Haarlem Nieuw Zuid dient ter ontlasting van de Binnenstad en het busstation op het centrale Stationsplein. Dit nieuwe busstation komt net ten westen van de Buitenrustbruggen te liggen. Met de werkzaamheden aan dit busstation wordt naar planning eind 2024 begonnen, oplevering staat gepland in 2027.